# Pasul Țengheler
Pasul Țengheler (maghiară Cengellér-hágó) este o trecătoare situată în Carpații Orientali la altitudinea de 1025 m în Munții Giurgeului, în cel mai înalt punct de pe parcursul DJ127.

## Date geografice
Trecătoarea are la nord vârful Fagul Înalt de 1356 m, la sud-vest vârful Muntele Nou 1459 m și la sud-est vârful Arama Caprelor de 1380 m.
Alte trecători în apropiere sunt pasurile Pângărați și Balaj la sud, Răchitiș și Chiozrez la nord.
Toponimia provine de la numele Sf. Gellert care este și patronul unei capele construită din lemn, situată în trecătoare.

## DJ127
Unește comunele Tulgheș și Ditrău, aflate pe DN15 pe Valea Bistricioarei respectiv pe DN12 pe Valea Mureșului, fiind  situat în Munții Giurgeului între grupa de nord a acestora Munții Borsecului și – de la vest la est mai întâi grupa centrală Munții Ditrăului, apoi Culmea Tulgheș a Munților Hășmașului și la final extremitatea estică a Munților Ceahlăului.
Pornește în direcția nord-est pe Valea Ditrăului peste Dealul Comarnic suind spre Pasul Țengheler și coboară pe valea Putnei Noroioase până la Tulgheș întâlnind mai întâi Satul Hagota. De aici, după confluența Putnei Noroiase cu Putna întunecoasă trece prin satele Putna Mare și apoi Recea pînă la Tulgheș. Lungimea sa este de 34 km.
Este un drum de categoria a III-a cu o singură bandă pe sensul de mers. Este parțial modernizat de la Ditrău, din centrul comunei de unde pornește, de lângă Catedrală și până în apropierea Pasului Țengheler. De aici se continuă  cu terasament de pământ până la intersectarea DF Rezu Mare; în continuare este asfaltat până în centrul Comunei Tulgheș.
Un studiu de prefezabilitate a propus ca Secțiunea a II-a (Ditrău-Târgu Neamț) a Autostrăzii Târgu Mureș-Iași, să fie realizată prin Munții Giurgeului, în cadrul culoarului acestui drum județean. Datorită reliefului ar trebui construite tuneluri, cel mai lung urmând a fi cel din Pasul Țengheler (1670 m – în intenție).
Are următoarele derivații:
- Din Tulgheș drumul denumit DJ127A spre DN12C , prin Pasul Balaj (1078 m) situat între vârfurile Păltiniș 1291 m din Culmea Tulgheș a Munților Hășmașului și Poiana Mare 1502 m din Masivul Ceahlău , care trece prin satele Toșorog și Telec spre Bicazu Ardelean, dar aceasta este practicabilă integral numai cu mașini de teren în regim off road.[6][7] Tronsonul de drum de 14 km dintre centrul comunei Bicazu Ardelean și limita dintre județele Neamț și Harghita este modernizat (sectorul de drum de 5 km dintre Tulgheș și limita dintre județe era în luna ianuarie 2024 încă nemodernizat).[8]

- De asemeni mai există și alte derivații, dintre care merită menționată cea care pornește din Pasul Țengheler spre Pasul Pângărați aflat pe DN12C, drum care similar este accesibil doar în regim off road.

## Oportunități turistice
- DJ127 se intersectează cu marcaje turistice diverse care trasează trasee în zonele montane înconjurătoare. Se poate ajunge spre sud pe Valea Bicazului și la Cheile Bicazului precum și pe Valea Belcinei, iar la nord spre Pasul Chiozrez și Depresiunea Borsec.
- Ditrău - Catedrala romano-catolică
- Tulgheș: Bisericuța de lemn (1790) – unde se află și „Cimitirul eroilor din primul război mondial”; Rezervația Pietrele Roșii (1215 m) - deltaplanorism, ascensiuni, belvedere; Piatra Runcului (1425 m); Platoul Comarnicului; Rezervația de stejar; Cazărmile armatei austriece (actual sanatoriu de Psihiatrie)
- Lăzarea - Castelul nobiliar renascentist
- Gheorgheni - Parcul dendrologic Csíky
- Toplița - Pârtia de schi și Biserica de lemn din 1847, Ștrandurile Bánffy și Urmánczy
- Râul Mureș  - Valea superioară cu Defileul Toplița - Deda
- Stațiunea Borsec - Complexul carstic Scaunul Rotund, carierele de travertin, izvoarele minerale, pârtiile de schi.